# Bengt Bergius
Bengt Bergius, né le 2 septembre 1723 au manoir de Livered dans le Västergötland et décédé 28 septembre 1784, était un historien et botaniste suédois. Il était le frère de Peter Jonas Bergius, avec qui il dirigeait un jardin botanique, le Bergianska trädgården, à Stockholm.

## Biographie
Bengt Bergius est né le 2 septembre 1723 au manoir de Livered dans le Västergötland. Il est le fils de Bengt, chef de district, et de Sara Maria Dryselius.
Bengt Bergius commence des études à l'université de Lund en 1741 et obtient un master en philosophie en 1745. Il y est professeur associé d'histoire de 1747 à 1749. Il déménage ensuite à Stockholm où il devient responsable du Collège des antiquités en 1758, puis haut-fonctionnaire au sein de la Banque de Suède en 1762. Il est élu membre de l'Académie royale des sciences de Suède en 1766 et la préside à deux reprises, en 1769 et en 1780.
Il a par ailleurs travaillé, dès ses études et jusqu'à la fin de sa vie, à rassembler des sources concernant l'Histoire de Suède. Au total, il aura rempli vingt gros volumes comprenant, entre autres, la chronique en rimes de Charles IX et celle, commencée, de Gustave II Adolphe.

## Taxon d'honneur
À Lund, Bengt Bergius a étudié avec Carl von Linné qui lui a dédié le genre botanique Bergia.